# Tolosa (Leyte)
Tolosa é um município de  quinta classe de renda municipal (d) na província Leyte, nas Filipinas. De acordo com o censo de 1 de maio  de  2020 possui uma população de 20 708 pessoas e 5 252 domicílios.